# ドミートリー・メドヴェージェフ
ドミートリー・アナトーリエヴィチ・メドヴェージェフ（ロシア語: Дмитрий Анатольевич Медведев、ラテン文字表記の例：Dmitrii Anatolievich Medvedev、 発音、1965年9月14日 - ）は、ロシアの政治家。現在安全保障会議副議長、統一ロシア党首を務めている。
第3代大統領、第10代連邦政府議長（首相）、第一副首相（ヴィクトル・ズプコフ内閣）、ロシア・ベラルーシ連盟国の閣僚会議議長（首相に相当）を歴任した。

## 生い立ち
1965年9月14日にロシア・ソビエト連邦社会主義共和国のレニングラード（現在のサンクトペテルブルク）に誕生する。両親は共に教育者で、父のアナトーリー・アファナシエヴィチ・メドヴェージェフはレニングラード国立工業大学の物理学教授で、祖父のアタナシウス・フョードロヴィチ・メドヴェージェフと共に共産党員であり、母のユリア・ベニアミノブナは教育大学でロシア語とロシア文学を教えていた。なお兄弟はおらず、1人っ子であった。
知識人層の家庭だったものの、メドヴェージェフは40平方メートルの広さのアパートメントで育つ。少年時代のメドヴェージェフは成績優秀な学生で、将来は法律家になる夢を持っていた。また、カヤックなどのスポーツ・写真撮影・読書（ブーニン、チューホフ、ドストエフスキーの作品など）・ロック音楽に熱中した。
1987年にレニングラード大学（現在のサンクトペテルブルク大学）法学部を卒業し、同大学院に進学する。1990年には専門の私法分野で博士号を取得した。その後1990年から1999年までサンクトペテルブルク大学で非常勤講師として教壇に立ち、法律専門家として私法の教科書を共著で執筆した。
その一方で大学時代にアナトリー・サプチャークと出会ったことがきっかけで政治に関わることになる。1989年にサプチャークが人民代議員大会に出馬すると、その選挙運動に参加した。そして1990年にサプチャークがレニングラード市ソビエト議長に就任すると、同年にメドヴェージェフは議長参事官に就任した。この時同じく参事官だったのが、同郷かつ大学の同窓でもあるウラジーミル・プーチンであり、当時はメドヴェージェフの同僚として働いていた。1991年まではソビエト連邦共産党に所属していた。

## 政治家としての出世

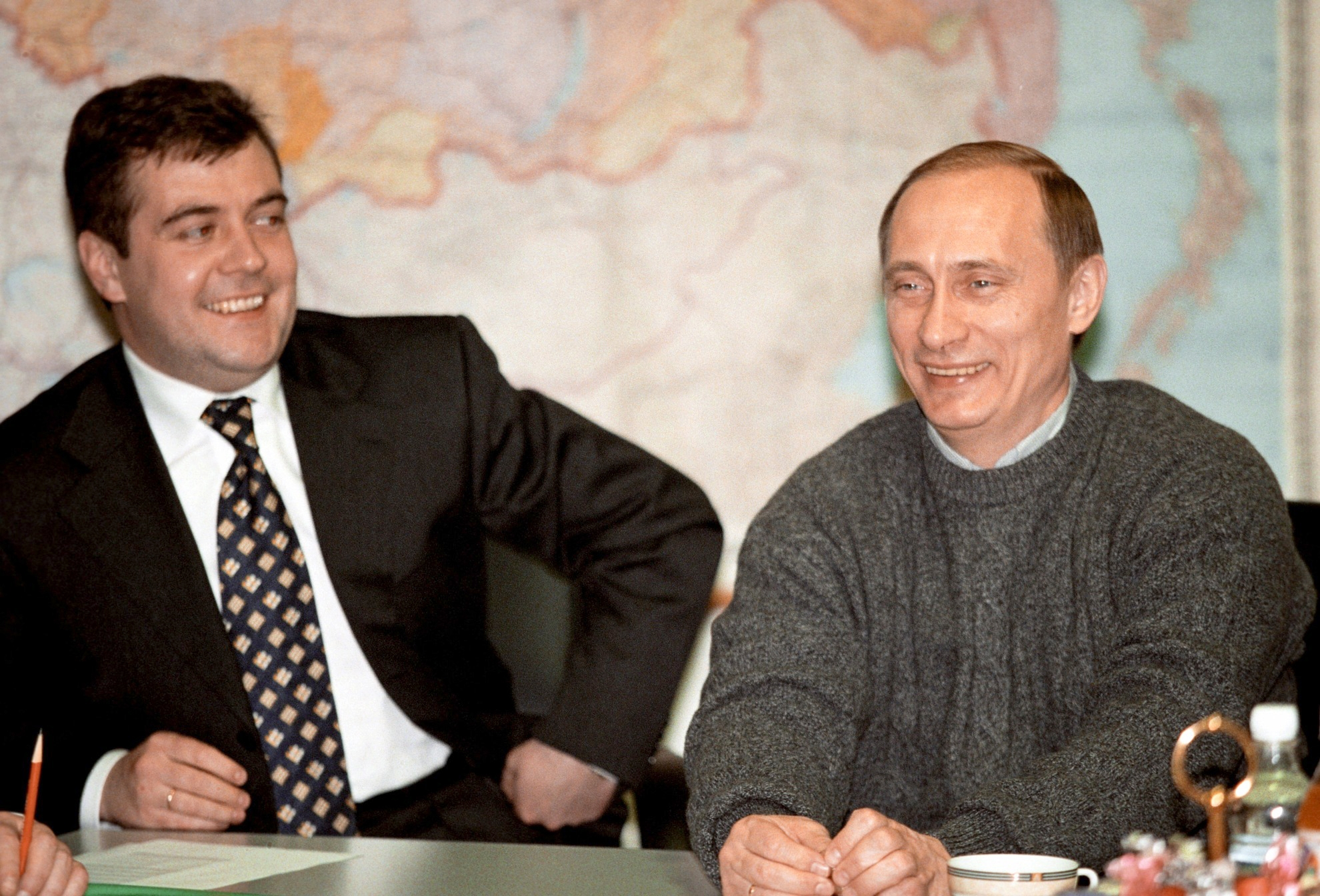
2000年ロシア連邦大統領選挙に勝利したウラジーミル・プーチン（右）と（2000年3月27日）

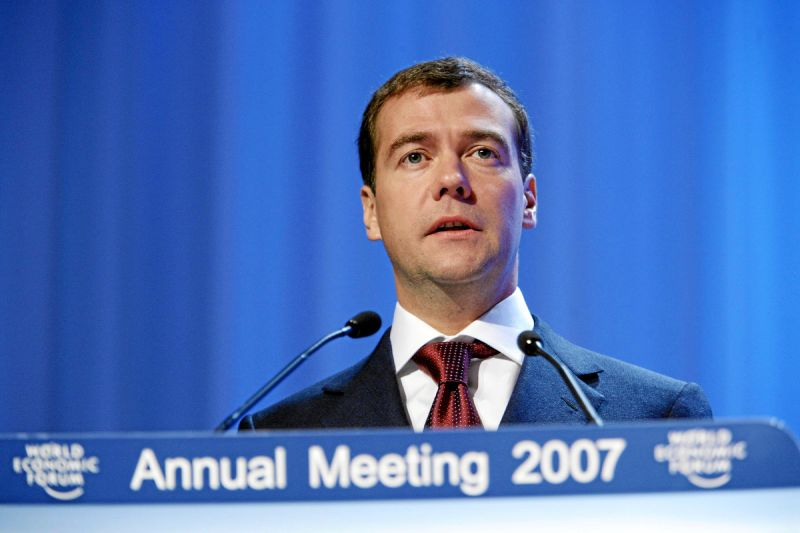
ダボス会議で演説を行うメドヴェージェフ（2007年1月）

1991年から1995年までメドヴェージェフはプーチンが議長を務めるサンクトペテルブルク市渉外委員会で法律顧問として働いた。1994年にプーチンが同市の第一副市長になるとプーチンの顧問も兼任した。
1999年8月にプーチンが首相に就任すると、プーチンはサンクトペテルブルク出身者（いわゆる「サンクト派」）を要職に登用するようになる。メドヴェージェフもその中の1人であり、同年11月にロシア連邦政府官房次長に任命される。さらにプーチンが同年12月31日に大統領代行に就任すると、それに伴い大統領府副長官に就任する。
2000年ロシア連邦大統領選挙ではプーチン陣営の選挙対策本部責任者としてプーチンの大統領当選に貢献し、ロシアにおいて最も有力な政治家の1人に台頭する。大統領選挙後の2000年6月3日には大統領府第一副長官に昇格した。同時に2000年から2001年までガスプロムの取締役会議長（会長）、2001年から2002年まで副会長、2002年6月30日から再びガスプロム会長を務めた。その後2003年10月30日にアレクサンドル・ヴォローシンの跡を追って大統領府長官に就任する。
さらに2005年11月14日にプーチンによって第一副首相に任命される。第一副首相としてメドヴェージェフは保健・教育・住宅建設・農業の4分野の改革で社会基盤の整備を目指す「優先的国家プロジェクト」を担当した。第一副首相就任に伴い、同じく第一副首相だったセルゲイ・イワノフと2007年9月に首相に就任したヴィクトル・ズプコフなどと共にプーチンの後継の最有力候補の1人と取り沙汰されるようになる。

## 2008年ロシア連邦大統領選挙
2007年12月10日にプーチンは翌年に実施される大統領選挙で、自身の後継者としてメドヴェージェフを指名した。これに続き、政権与党である統一ロシア・公正ロシア・農業党・市民勢力・緑の党・ロシアの愛国者などの諸政党も大統領選挙の候補者にメドヴェージェフを擁立することを決定した。一方で指名を受けたメドヴェージェフは大統領選挙後にプーチンを首相に指名する意向を示した。また12月20日にロシア中央選挙管理委員会に大統領選挙への立候補を申請した後、大統領に当選した場合はガスプロムの会長職を退くことを表明した。選挙公約としては、中小企業への支援・司法改革・汚職対策などを掲げた。その後翌年3月2日に2008年ロシア連邦大統領選挙が実施され、メドヴェージェフは下馬評通りに圧勝した。勝利後メドヴェージェフはプーチン路線を継承すると発言した。

## 大統領

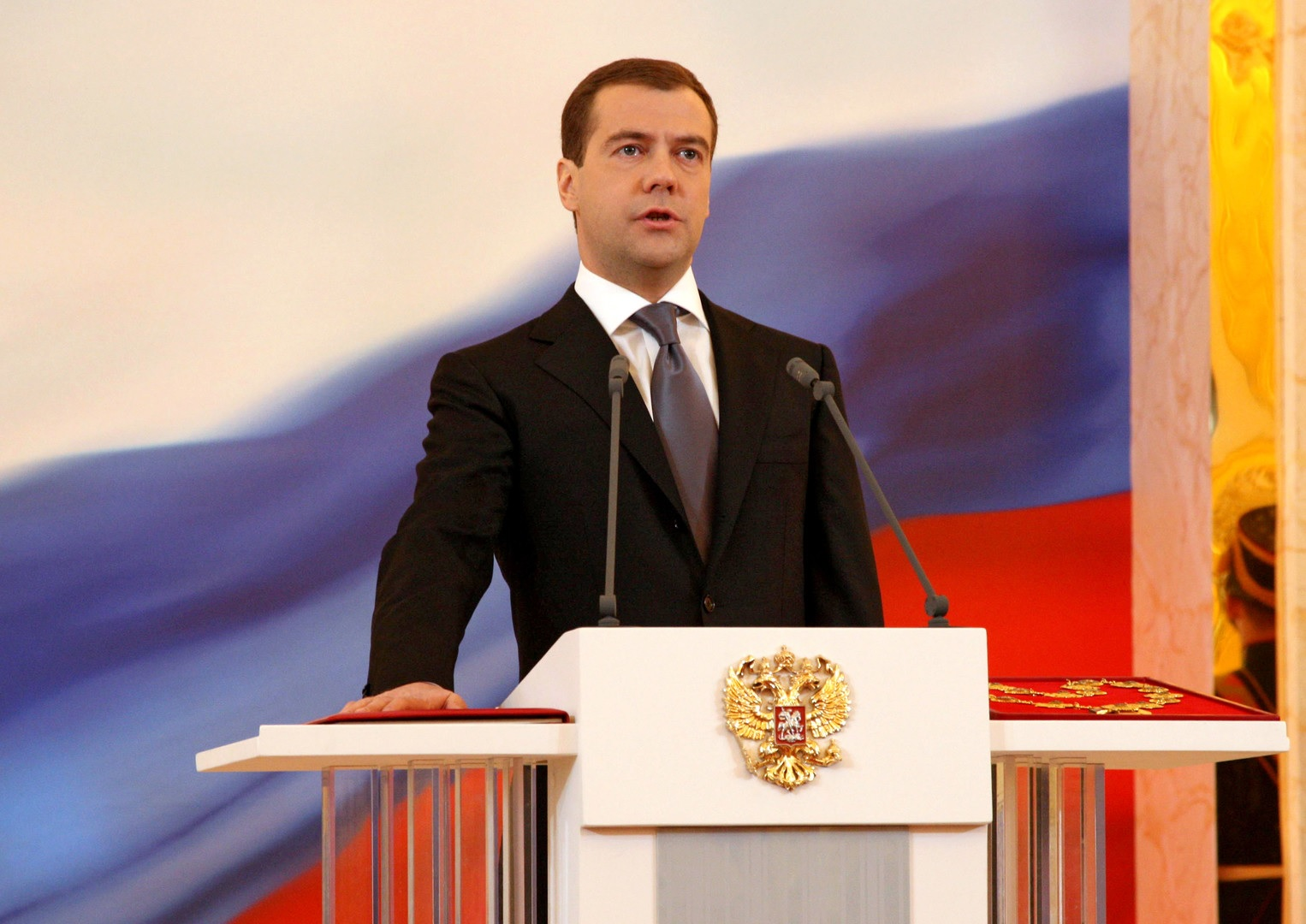
大統領就任式典で就任宣誓を行うメドヴェージェフ（2008年5月）

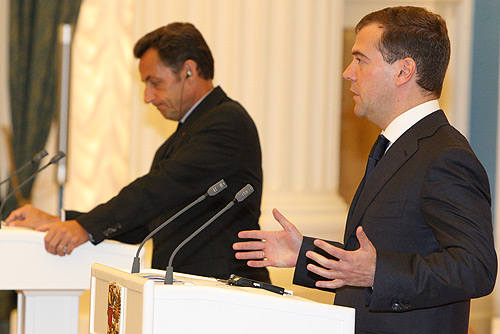
フランスのサルコジ大統領（左）と南オセチア紛争に関する共同記者会見を行うメドヴェージェフ(2008年8月)

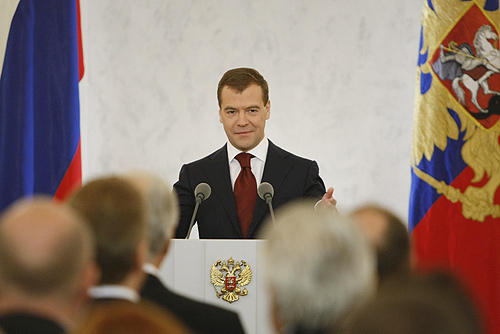
2008年11月に大統領就任後初となる年次教書演説を行うメドヴェージェフ

メドヴェージェフは2008年5月7日に第3代ロシア連邦大統領に就任した。就任演説では市民と経済の自由を擁護することを最重要課題として掲げた。同日にかねてから言及していた通りウラジーミル・プーチンを首相に指名し、翌8日にロシア連邦議会下院でも承認された。このためプーチンとの「タンデム体制」による政権となった。
大統領選挙で公約に掲げていたように、メドヴェージェフは汚職対策に積極的に取り組んだ。大統領就任後の同年5月17日にメドヴェージェフは汚職対策を行うための大統領令に署名し、それに伴い「反汚職評議会」が設置された。同年7月には具体的な汚職対策を含んでいる「反汚職国家計画」に署名した。
同年8月7日にグルジアが南オセチアに侵攻した時はヴォルガの川下り船中で夏期休暇中であり、プーチンも北京オリンピックの式典に出席していたため、完全に間隙を突かれる形となった。翌8月8日にロシア連邦軍がグルジアとの戦闘を開始。メドヴェージェフはこの進軍を南オセチア内に居住するロシア人の保護のためであると説明した。その後メドヴェージェフは8月12日に戦闘停止を表明し、ヨーロッパ連合議長国であるフランスのサルコジ大統領の調停もあり、8月16日に和平合意文書に署名した。そして8月25日にロシア連邦議会上院が全会一致で南オセチアとアブハジアの独立承認をメドヴェージェフに求める決議を行うと、メドヴェージェフはこれを受けて翌8月26日に南オセチアとアブハジアの独立を承認するという大統領令に署名した。
その後もロシアの軍事行動を厳しく批判するアメリカに対しては不信感を表明した。8月28日に南オセチア紛争について開かれた上海協力機構の首脳会議の冒頭では、「自国の利益のためにグルジアを唆す国がある」として暗にアメリカを非難した。「ロシアをG8から追放すべき」という主張に対しては、9月2日にイタリアのテレビ局とのインタビューで「G8はロシア抜きでは成り立たない。我々はG8からの除名を恐れない」と発言した。またこうした動きが出ているのは「2008年アメリカ合衆国大統領選挙で共和党の支持率を上げるためのジョージ・W・ブッシュ政権による陰謀である」と主張した。
同年11月5日に大統領就任後初となる年次報告演説を行った。その中でメドヴェージェフは大統領の任期を4年から6年・国家院議員の任期を5年に延長・地方議会の議員から連邦院議員を選出することなどの統治機構改革を提案した。またアメリカが東ヨーロッパにミサイル防衛システムを配備する計画をしていることに対抗し、ヨーロッパ内にあるロシアの飛び地のカリーニングラード州に地対地ミサイル「イスカンデル」を配備することを表明した（ただし後日、アメリカ側がミサイル防衛計画を白紙撤回するならば、ミサイル配備を取りやめると表明した）。この中の統治機構改革案については、同年11月から12月にかけて上下両院及び全地方議会で憲法改正が承認された後、同年12月30日にメドヴェージェフが署名し、翌31日に発効された。

## 首相
2012年5月7日に大統領の任期満了を迎えてプーチンが後任の大統領に就任したことに伴い、プーチンと入れ替わる形で首相に就任した。2018年5月に首相に再任された。
2020年1月15日にプーチンは年次教書演説で首相・閣僚の承認など大統領に属する権限の一部を連邦議会に移す方針を表明した。これを受けてメドヴェージェフは必要な憲法改正を大統領が実行するために内閣総辞職が必要であるとして総辞職を表明し、プーチンは後継の内閣が発足するまで首相職に留まるよう要請した。また、プーチンは安全保障会議に新設する副議長にメドヴェージェフを充てる意向を表明した。表向きは年次教書演説を受けての辞任表明だが、実際にはプーチンによる更迭であったとの分析もある。1月16日に後任の首相が国家院で承認されてメドヴェージェフは退任した。

## ロシア連邦安全保障会議副議長
メドヴェージェフは大統領引退後、リベラルな政治姿勢から一転してタカ派に転向している。ウクライナ侵攻に際しては、事実上のウクライナ民族への民族浄化を示唆するような発言をした。またゼレンスキー大統領とトランプ大統領が激しい口論をした後にXにて、ゼレンスキー大統領を「薄汚い豚」「恩知らずの豚が豚小屋の主人に引っ叩かれた」などと差別的な侮辱を行った。（ロシアではウクライナ人がサーロを愛食することから、豚にウクライナをなぞらえるエスニックジョークが存在する）

## 政治姿勢

### 内政
メドヴェージェフは実用主義者であり、有能な行政手腕の持ち主である。その経歴からシロヴィキには含まれないが、シロヴィキの路線に同調し、プーチンに対して常に忠実な支持を与えてきた。その一方で、ロシア国内外で比較的自由主義的な政治観を持った政治家と見なされており、ウラジスラフ・スルコフ大統領府副長官などが提唱する「主権民主主義」にはリベラル派として「批判を許さない民主主義は無い」と異議を唱えたとも伝えられる。また大統領就任後も、統一ロシアの議員が起草したメディア規制法案の廃案を求めるなどリベラルな一面を見せている。2008年12月12日のロシア連邦憲法採択15周年記念式典では、メドヴェージェフが演説している最中に憲法改正に異を唱える野次が聴衆から投げ付けられ、その人物を強制退場させようと駆け寄った警備員を「放っておけ。いろいろな意見があって構わない。この憲法はその為に作られたのだから」と制止したメドヴェージェフに聴衆から拍手が起こり、この模様はロシアのテレビニュースで放映された。
しかし2008年ロシア連邦大統領選挙では、多くの自由主義的又は政権に批判的な政党・候補者が立候補を阻止されたことに対しては何ら批判的な見解を述べておらず、国内外にリベラル派としての知見が真実なのか疑念を持たせている。また、メドヴェージェフのこれまでの経歴が補佐役としての域を出ていないことから、大統領退任後も首相に就任し、政治的影響力を維持するプーチンとの二頭政治（双頭政治）の推移とともに指導力を発揮できるかが今後の焦点といわれた。
2009年に入って独自色の強い人事刷新に乗り出したり、プーチン内閣の金融危機への対応を「遅い」と率直に批判するなどした。これらのことにより、「プーチンとの関係に隙間風が吹いている」・「双頭体制に変化の兆しが現れている」といった観測も出ている。
また、2009年11月21日に開催された与党「統一ロシア」の党大会で、党首であるプーチン首相の面前で「選挙は民意の表明であるはずなのに、民主的な手続きが行政手続きと混同されていることがある」と統一ロシアを批判した。これについて、メドヴェージェフ・プーチン両者の陣営が水面下で権力争いを始めたの観測も出ている。
2011年に入ったあたりから、プーチンとメドヴェージェフの関係悪化が盛んにロシア国内外のメディアで取り上げられるようになり、また、両者の発言の一致性に齟齬が生じている。2011年3月のリビアへの多国籍軍の空爆を「まるで十字軍を見ているようで容認できない」と痛烈に批判したプーチンに対し、メドヴェージェフは「私の考えは首相とは異なる」と発言した。また、獄中のロシアの豪商ミハイル・ホドルコフスキーの扱いについて、プーチンが数十年でも収監されるべきと言う姿勢を見せているのに対し、メドヴェージェフはホドルコフスキーは危険な人物ではないので釈放しても良いという姿勢を示している。更に旧ソビエト連邦最後の最高指導者ミハイル・ゴルバチョフが「統一ロシアは旧ソビエト連邦共産党のできの悪いコピーだ。プーチン首相の大統領復帰など論外」とメディアで語ると、メドヴェージェフはその直後にゴルバチョフをクレムリンに招き、最高位の国家勲章を授与し、周囲を驚かせた。5月には、メドヴェージェフが内外の記者を集めて長時間会見を行い、「『従来の継続』（プーチンの大統領復帰を婉曲的に表現）ではロシアの近代化は進まない。新たな発展段階に入っている」と語り、続投へ強い意欲を見せたものの、2011年9月24日の統一ロシアの党大会にて2012年ロシア連邦大統領選挙候補者にプーチンを推薦した
。メドヴェージェフ政権に抗議する2011年ロシア反政府運動を受け、反発を強める野党勢力との会談に臨んだ際は「我々は皆1996年ロシア大統領選挙でエリツィンは勝てなかったことを知っている」と述べて不正選挙だったことを示唆したことは波紋を呼んだ。
現在ではロシア国家安全保障会議の副議長を務めている。

### 外交

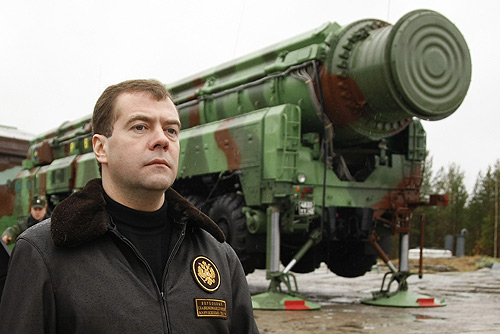
2008年10月にプレセツク宇宙基地にて大陸間弾道ミサイル「トーポリ」の発射実験を視察するメドヴェージェフ

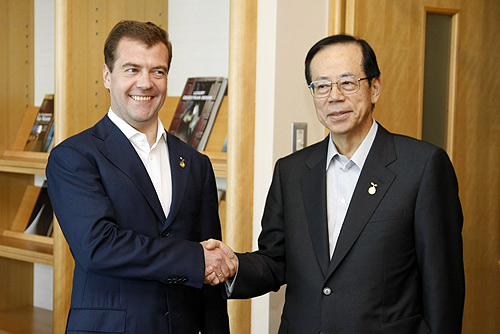
2008年7月に北海道洞爺湖サミットにて日本の福田康夫首相（右）と。

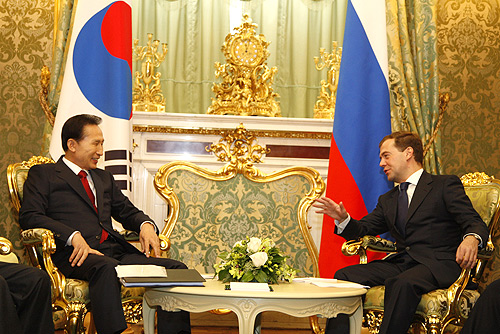
2008年9月29日に韓国の李明博大統領（左）と。

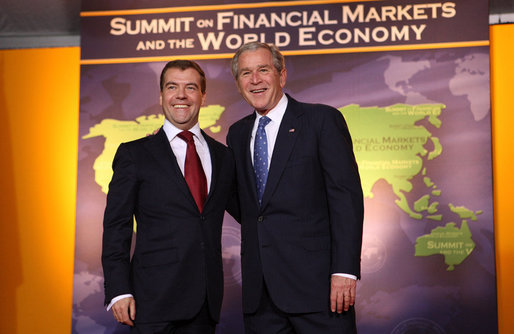
2008年11月にG20金融サミットにてアメリカのジョージ・W・ブッシュ大統領（右）と

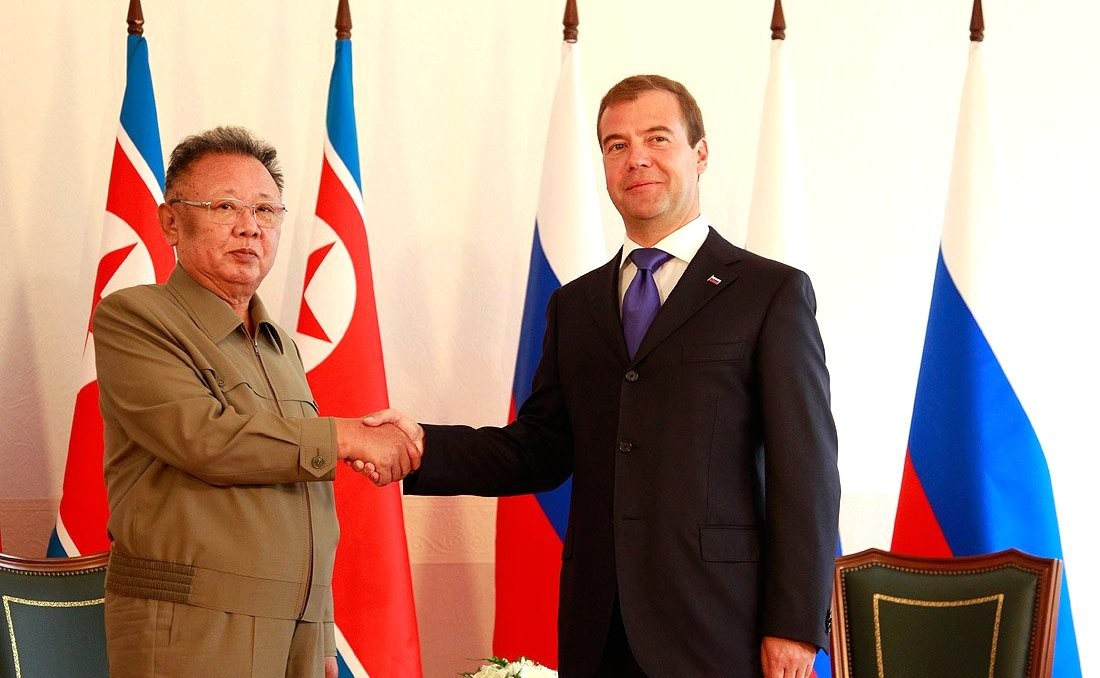
北朝鮮の金正日国防委員長（左）と（2011年8月24日）

写真参照。

#### 全般
メドベージェフは大統領時代は「プーチンよりリベラルである。」と分析した専門家も多く、基本的には欧米諸国との協調路線に立っていたが、実際には後述のメドベージェフ・ドクトリンに見られるように、在外ロシア人の保護や親ロシア的な地域への介入を躊躇しない旨は表明していた。また、対日関係に関しては現職のソ連指導者・ロシア大統領として初めて北方領土（国後島）を訪問するなど強硬な姿勢であった。なお、大統領退任後は後述するような過激発言を繰り返し、ウクライナ戦争開戦後はよりその傾向を強めている。

#### メドヴェージェフ・ドクトリン
メドヴェージェフは南オセチア紛争後の2008年8月31日に以下の5つからなる「外交の5原則」を表明した。
1. 国際法の遵守
2. 多極的な世界の実現
3. 南オセチア紛争以外の国際紛争の不追及
4. ロシア国内外に居住するロシア人の保護
5. 親ロシア的な地域との関係強化

この「外交の5原則」を表明した演説の中でメドヴェージェフは「ロシアには他の国と同じように特権的利益を持っている地域がある」と発言し、その「特権的利益を持っている地域」を保持していくという考えを示した。「特権的利益を持っている地域」とはロシアの国境付近の地域を含むが、その地域に限定しないと述べた。さらにメドヴェージェフは、居住する場所に関係なく、ロシア人の生命を保護すると語った。それでもロシアは孤立を求めず、欧米諸国や他の国と友好関係を築いていくとも語った。そして、アメリカのような大国による一極支配の世界は受け入れられないと主張した。
2022年のロシアのウクライナ侵略以降は欧米に対する過激発言を繰り返しており、制裁を続ける欧米に対して「最大級の損害を与える努力が必要だ。文字どおり、エネルギーや産業、交通、銀行を破壊する」、「すべての重要インフラの崩壊が迫る恐怖を抱かせる」、「彼らの生活を、虚構と現実の区別がつかないほどの悪夢に変えよう」と発言するなど、元国家元首でありながら公然とテロ行為を推奨している。

#### アメリカ合衆国
メドヴェージェフはアメリカの一極支配体制に強く反発している。2008年の年次報告演説でも南オセチア紛争や2007年世界金融危機はアメリカの一極支配が原因だと主張した。また、前述の南オセチア紛争やミサイル防衛等でのアメリカに対する強硬姿勢は「新冷戦」の勃発であると言われることもあり、メドヴェージェフ自身も「我々は新冷戦を恐れない」と発言している（ただしプーチン首相は新冷戦の勃発を否定している）。2011年にはアメリカと新戦略兵器削減条約を締結した。

#### 日本
北方領土問題解決に関し、大統領就任当初から意欲的な姿勢を示していた。2008年7月に北海道洞爺湖サミットに出席するため来日したが、サミットの合間に当時の首相であった福田康夫と個別に日露首脳会談を行った際、「北方領土問題が解決されれば、両国関係が最高水準に引き上げられることに疑いは無い」などと述べ、北方領土問題の解決に意欲を示した。2008年11月22日の麻生太郎との会談でも、「北方領土問題の解決を次世代に委ねることは考えていない」と述べ、解決に前向きな姿勢を示した。2009年7月に日露首脳会談が予定されており、北方領土問題について何らかの表明が期待されるが、一方で5月29日に河野雅治駐ロシア連邦大使らが出席した信任状捧呈式の場で北方領土問題に言及し、「パートナーである日本がロシアの南クリル（千島）諸島への主権に対して疑いを差し挟む試みを指摘せざるを得ない」と発言し、日本側の期待に水を差した。2010年11月1日に国後島を訪問し、ロシア領であることを主張した。以後も数度に渡って北方領土の訪問・視察を繰り返してロシアの実効支配をアピールする姿勢を強め、日本との領土交渉も暗礁に乗り上げた。
2012年7月3日にゴロジェツ副首相、イシャエフ極東開発相と共に国後島を訪問した。2012年9月24日に副首相を集めた会議で道路整備のため、2007年から2015年に実施される「クリル（千島）諸島社会・経済開発計画」の予算を増額する政令に署名したことを明らかにした。2015年8月22日に首相として初めて択捉島を訪問し、中国と韓国はロシアの「友人」で日本は「隣人」と表現した。
2022年2月24日にロシアがウクライナへの全面侵攻を開始すると、2月26日、アメリカ、イギリス、ドイツ、イタリア、カナダ、欧州委員会は、国際銀行間の送金・決済システムである国際銀行間通信協会（SWIFT）からのロシア排除に合意した。2月27日、岸田文雄首相は「この措置に日本も加わる」と表明。3月1日、メドヴェージェフは、ウクライナ侵攻に伴う制裁の一環で日本国政府より資産凍結の対象者に指定された。
同年3月21日、ロシア外務省は、日本による制裁を受けて、北方領土問題を含む日本との平和条約締結交渉を中断すると発表した。3月22日、メドヴェージェフは自身のTelegramチャンネルを更新。北方領土をめぐる日露間の協議と交渉は「常に儀式的な性質」を帯びていたと主張した。また、ロシアと日本が北方領土問題に関してコンセンサスを見つけることは決してないであろうという見通しについて、両国はこれを理解していたと述べた。
2023年1月14日、ウクライナにおいてロシアが核使用を示唆したことについて米国のバイデン大統領と共に警告した日本の岸田首相に対し「恥であり切腹するしかない」と発言した。
2024年1月30日、岸田首相が施政方針演説で対露制裁の維持や北方領土問題の解決後に平和条約を結ぶ方針を堅持する姿勢を示したことに対し、「いわゆる『北方領土』は協議対象の土地ではなく、ロシア領だ」「われわれは日本人の『北方領土に対する感情』など何とも思わない」などと交流サイト（ＳＮＳ）に投稿し、反発した。その上で「つらい思いをしたサムライは日本の伝統的なやり方で命を絶つのがよい。切腹するのだ」とも言い放った。

#### ウクライナ
ウクライナをロシアの一部と発言しており、国家の存在そのものを否定している。ロシア人とウクライナ人はひとつの国民だとし、ウクライナ政府は「崩壊しなければならない」とも述べている。

## 私生活

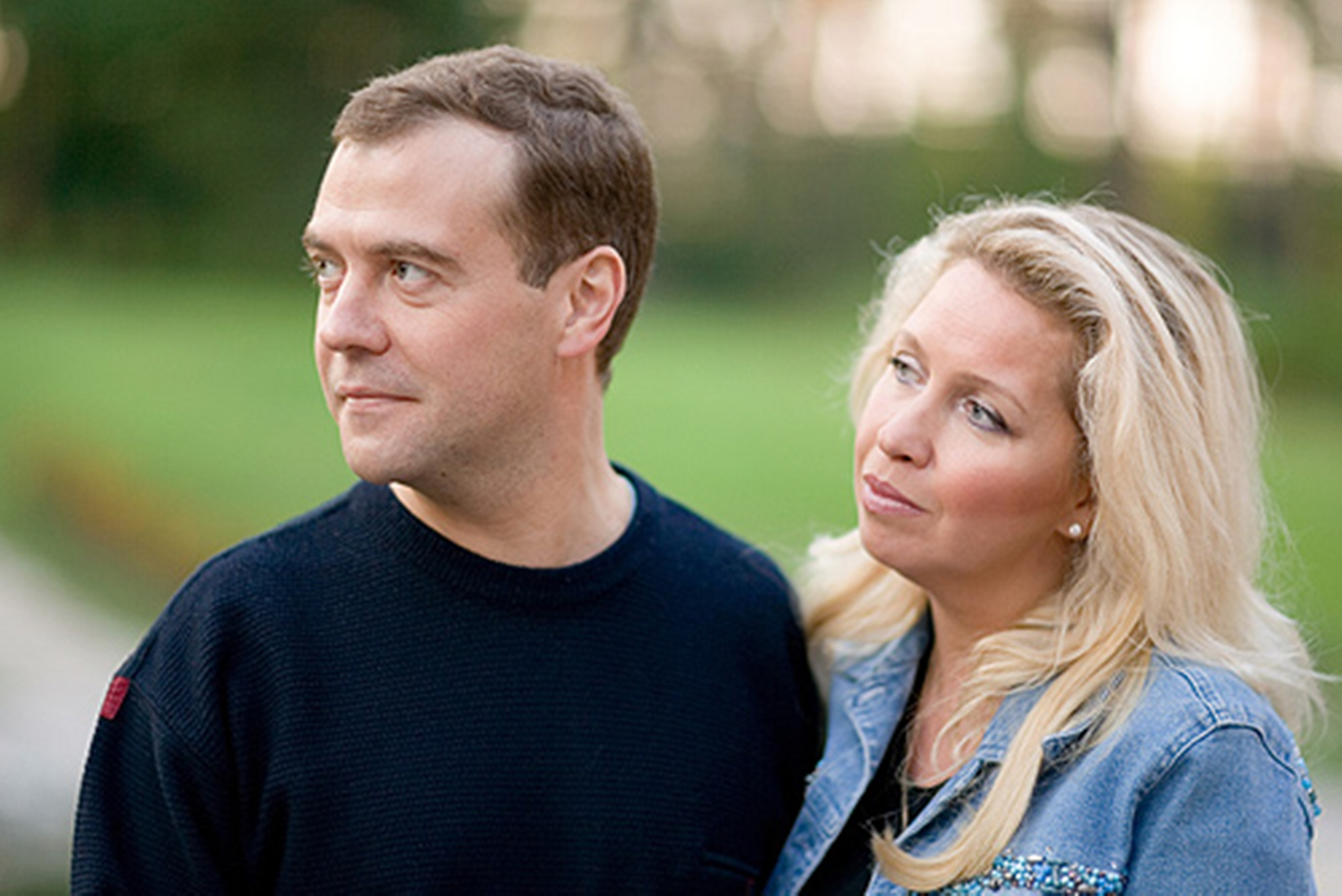
妻のスヴェトラーナと

- 家族は妻と1男がいる。妻のスヴェトラーナ・メドヴェージェワとは小学校・中学校時代の同級生であり、後に結婚。学生時代から夫人とは付き合いがあり、1982年に学校を卒業後、数年間の交際を経て結婚した[40]。1995年には夫人との間に長男のイリヤが誕生している。
- 学生の頃からロック音楽を好み、特にピンク・フロイド、ブラック・サバス、ディープ・パープル、レッド・ツェッペリンがお気に入りのバンドである。ソ連時代にロックは「西側の退廃的な文化」とされ、聞くことが禁止されていたが、その時代にメドヴェージェフは友人と海賊版を交換し合っていた[41]。その後アルバムを本格的に収集し始め、今ではディープ・パープルの全コレクションを所有していると語っている[42]。なお、2008年2月に行われたガスプロム創設15周年を記念したディープ・パープルのコンサートにもセルゲイ・イワノフと一緒に行っている。
- プーチンと同様にスポーツマンであり、ソチでプーチン大統領と休暇を過ごし、共にトレーニングやバーベキューに興じる写真が公表された事もある[43]。大学時代は重量挙げの選手で、今でも朝と夕方に一時間重量挙げのトレーニングをしているという。自身が選手であった重量挙げの他にヨーガ・ジョギング・水泳などもする。スポーツ観戦の方では、サンクトペテルブルクのサッカークラブであるゼニト・サンクトペテルブルクのファンであることを公言している。
- ペットは「ドロテウス」という名前の猫を飼っている。ロシアの大衆紙『モスコフスキー・コムソモーレツ』2008年3月15日号で、この猫はメドヴェージェフの隣人であったミハイル・ゴルバチョフの飼い猫と喧嘩をしたが負けてしまい、その後1ヶ月間、抗生物質を投与される治療を受けたことがあると報じられている。さらに2度とこのようなことをしないために去勢までさせられたという。
- 2008年7月の北海道洞爺湖サミットでは、日本に親しむため、緑茶を毎日飲んでいると報道された。また、ロシアの大衆紙『コムソモリスカヤ・プラウダ』2008年4月29日号のインタビューでは、健康のために寿司や刺身を食べており、村上春樹の小説『羊をめぐる冒険』を最近読んでいると答えている。
- アップルの携帯電話である「iPhone」と同じくアップルのパーソナルコンピュータである「マッキントッシュ」を愛用している[44]。2010年6月にアメリカを訪問した際にはアップルよりiPhone 4を贈られ、ツイッター社ではアカウントを開設してツイートを行った[45]。

## 汚職
現職の首相として汚職追放の旗降り役をしていたが、アレクセイ・ナワルニーによって、元同級生などが代表を務める団体を悪用して、巨大な邸宅・ワイナリー・ヨットなど莫大な不正蓄財をしていることが明かされた。以降はプーチン大統領へのロシア国民の支持率が依然として高いものの、メドヴェージェフに対しては不支持率が支持率を上回るようになっている。

## ウクライナ保安局による指名手配
2022年2月24日にロシアがウクライナに対して全面的な侵攻を開始し、ウクライナの主権を侵害したことにより、ウクライナ保安局は同年10月10日、ウクライナ刑法110条にのっとり、指名手配リストに載せた。

## その他
- 自身のビデオブログを開設している。（リンクは「外部リンク」参照）
- 2010年6月よりツイッターを利用している[49]。2014年8月14日、このTwitterアカウントに辞任の意思や、ロシア政府、ウラジーミル・プーチン大統領の批判などが書き込まれたが、これはハッキングによる乗っ取りと見られている。これらの批判は、すぐに削除された[50]。